# Anania epicroca
Anania epicroca is een vlinder van de familie van de grasmotten (Crambidae). De wetenschappelijke naam van deze soort is voor het eerst voorgesteld als Pyrausta epicroca door Oswald Bertram Lower in een publicatie uit 1903.
De soort komt voor in Australië (Queensland).